# Jacob Marrel
Jacob Marrel (ou Jakob), né en 1613 ou en 1614 à Frankenthal et mort en 1681 à Francfort-sur-le-Main, est un graveur et un peintre baroque d'origine néerlandaise installé à Francfort-sur-le-Main et spécialisé dans les natures mortes, notamment la peinture des fleurs. Il est le beau-père d'Anna Maria Sibylla Merian.

## Biographie
Jacob Marrel est né à Frankenthal en 1613 ou 1614. En 1624, il déménage avec sa famille à Francfort, où il est l'élève de Georg Flegel. Attiré par les natures mortes, il part pour Utrecht en 1632 et étudie avec Jan Davidszoon de Heem. De retour à Francfort en 1650, il se marie avec Johanna Sybilla Heim, la veuve de Matthäus Merian. Jacob Marrel prend alors des élèves et la fille de son épouse, Anna Maria Sibylla Merian, devient un peintre renommé de fleurs et d'insectes, rivalisant avec Rachel Ruysch.
En 1660, Marrel retourne à Utrecht avec son élève Abraham Mignon, qui s'y marie et s'y installe. Il publie en 1661 un petit manuel de peinture de parties du corps humain et devient également marchand d'art. En 1665, il revient à Francfort pour assister au mariage de Maria Sibylla Merian avec Johann Andreas Graff (es), l'un de ses élèves, à Nuremberg. Puis il ouvre sa propre école de peinture de fleurs à Francfort. Il reste néanmoins actif en tant que marchand d'art à Utrecht jusqu'en 1669. Il meurt à Francfort en 1681.
Ses œuvres sont signées Jacobus Marrellus Fecit. Marrel a apporté une importante contribution aux écoles de natures mortes d'Utrecht et de Francfort en faisant le lien entre la tradition allemande de peinture florale d'Ambrosius Bosschaert et ses successeurs Jan Davidszoon de Heem et Abraham Mignon.

## Œuvres

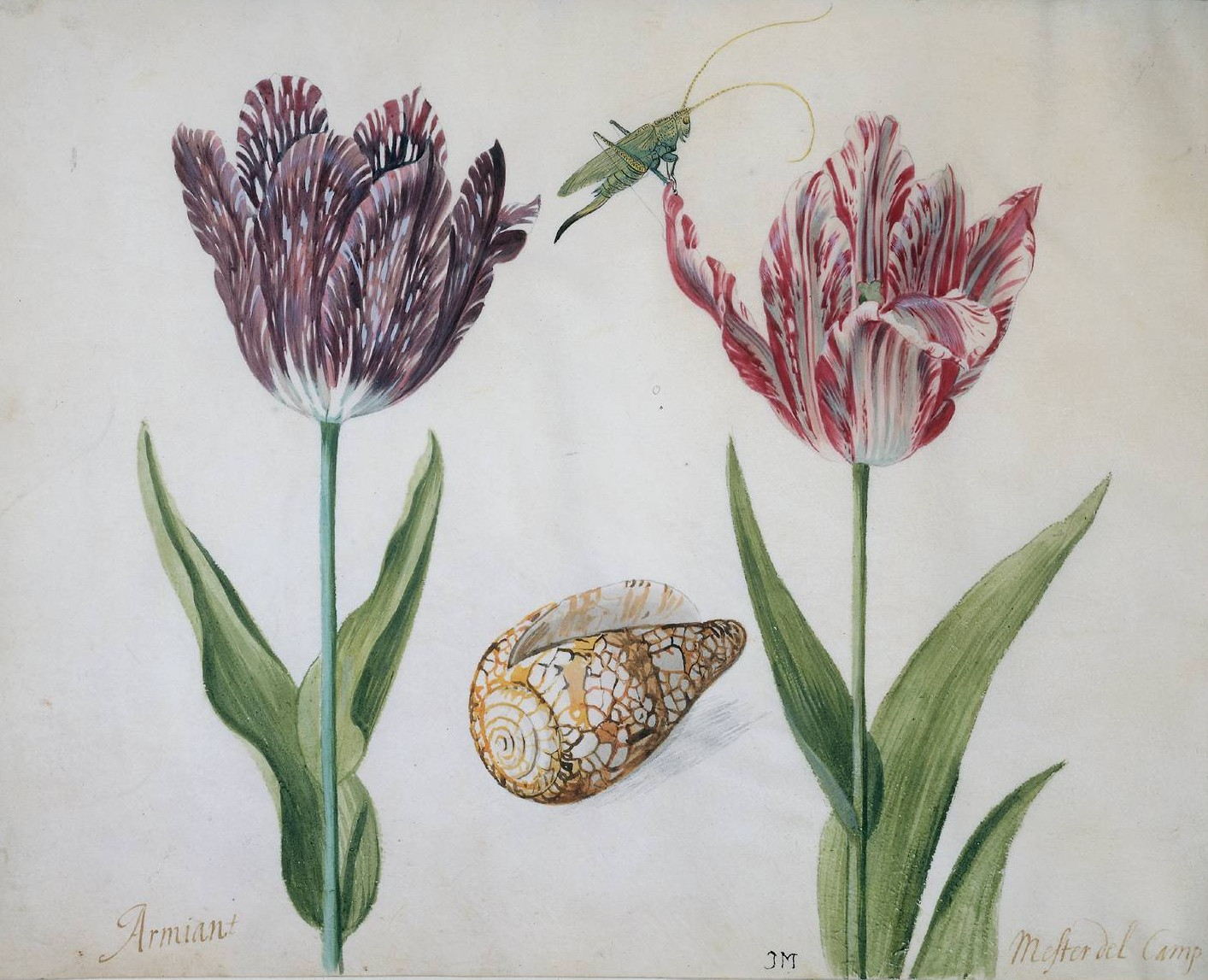
Illustration tirée du livre de tulipes de 1639

On lui doit un célèbre catalogue de tulipes, illustré d'aquarelles, qui date de 1639 et dont un exemplaire est conservé au Rijksmuseum d'Amsterdam, un autre se trouvant dans une collection privée aux États-Unis.
- 1634 : étude de fleurs : différentes espèces dans un panier, avec une grenouille et des insectes, Fitzwilliam Museum, Cambridge, Royaume-Uni ;
- 1637 : Vanité : bouquet de fleurs, violon et recueil de musique, menus objets du quotidien dans une niche, Staatliche Kunsthalle Karlsruhe ;
- Vers 1640 : Fleurs, musée Frans Hals, Haarlem, Pays-Bas
- 1680 : Fleurs dans un vase bleu, Bowes Museum, Durham, Royaume-Uni ;
- Non daté : Corbeille de fleurs, Institut Courtauld, Londres ;
- Non daté : Fleurs, perroquet et mésange, musée de l'Hospice Comtesse, Lille.